# داء هاند-شولر-كريستيان
داء كثرة المنسجات لخلايا لانغرهانس متعدد البؤر المزمن (بالإنجليزية:Hand-Schüller-Christian Disease) المعروف سابقًا باسم داء هاند شولر كريستيان، نمط من داء كثرة المنسجات لخلايا لانغرهانس، يصيب أعضاء متعددة. تترافق الحالة تقليديًا باجتماع المميزات التالية: انتفاخ العينين، تهدم العظم (الآفات الانحلالية في العظام)، السكري الكاذب (العطش والتبول الزائدين)، 75% من حالاته لا تبدي هذه المميزات الثلاثة معًا. تتضمن الأعراض الأخرى الحمى وخسارة الوزن، ووفقًا للعضو المتأثر يمكن أن تظهر الاندفاعات الجلدية أو عدم تناظر الوجه أو العدوى الأذنية أو العلامات الفموية أو مظهر أمراض دواعم السن. ويمكن أن تحدث أعراض وعلامات مرتبطة بإصابة الكبد أو الرئتين. 
يحدث المرض بسبب طفرة مورثية في مسار إم إيه بّي كيناز خلال المرحلة المبكرة من التطور. توحي الأعراض وصورة الرنين المغناطيسي بالمرض ويؤكَد التشخيص بالخزعة النسيجية. يمكن أن تُظهر الاختبارات الدموية فقر الدم وانخفاضًا في تعداد الكريات البيض والصفيحات الدموية.
يمكن أن تشمل المعالجة الجراحة والمعالجة الكيميائية والمعالجة الشعاعية وبعض الأدوية. 
سُمي المرض هاند شولر كريستيان نسبة إلى طبيب الأطفال الأمريكي ألفريد هاند جونيور، وطبيب الأشعة العصبية النمساوي آرثر شولر، وطبيب الأمراض الداخلية الأمريكي هنري أسبوري كريستيان وهم أول من وصف المرض في الأعوام 1893 و1915 و1919 على التوالي. عُرفت هذه الحالة باسم «داء كثرة المنسجات إكس» للإشارة إلى السببية المجهولة، قبل أن تصنفها جمعية أمراض المنسجات بأنها تنتمي إلى أدواء كثرة المنسجات. يسمى المرض اليوم كثرة المنسجات لخلايا لانغرهانس متعدد البؤر المزمن، وهو نوع فرعي من داء كثرة المنسجات لخلايا لانغرهانس. 
المرض نادر وتظهر معظم حالاته بين الأعمار 2-6 سنوات. التطور المرضي مختلف تبعًا لعدد الأعضاء المتأثرة ودرجة إصابتها. وتكون الحالة مهددة للحياة عند بعض المرضى.

## العلامات والأعراض
تظهر المميزات السريرية الثلاث عند 25% من المرضى، عادة بين الأعمار 2-6 سنوات؛ تشمل انتفاخ العينين أو إحداهما، وتهدم عظمي (آفة انحلالية في الجمجمة بمظهر «لكمات»)، وسكري كاذب (عطش وتبول زائدين). يمكن أن يصاب الجلد بالاندفاعات والقرحات، ويمكن أن يصبح العظم مؤلمًا. يمكن أن تتضخم العقد اللمفية وتظهر علامات المرض الرئوي والكبدي. وقد يصاب المرضى بالنحول والحمى. 
يمكن أن يصبح مظهر الوجه غير متناظر وتصاب الأذن بالعدوى. أظهرت نسبة تتراوح بين 5 و75% من الحالات علامات فموية. تشمل هذه العلامات قرحات الفم ورائحة النفس الكريهة واللثة المتورمة وتخلخل الأسنان والشعور بطعم كريه. ويمكن أن يسبب انحلال قسم من عظم الفك مظهر المرض اللثوي المتقدم.

## الأسباب
السبب في حدوث هذا المرض طفرة جينية في مسار إم إيه بّي كيناز تحدث خلال المراحل المبكرة من التطور. أصل هذا المرض خلية تغصنية على الرغم من الاعتقاد السابق بأن الأصل خلية منسجّة، وهو السبب في التسمية المستخدمة حتى اليوم. تسبب هذه الطفرات تحرك الخلايا البيضاء (اللمفاويات والبالعات الكبيرة والحَمِضات) نحو الخلية التغصنية، ما ينتج عنه تخرب في أي عضو باستثناء القلب والكليتين.
اعتُقد في السابق أن هذا الداء من أمراض التخزين الشحمي لأن الآفات فيه تحتوي على مستوى عالٍ من الكولسترول، لكن مستوى الكولسترول في الدم طبيعي عادةً. تصف بعض المصادر مثل المعهد الوطني للسرطان هذا المرض بأنه نمط من السرطان، فيما ترى المصادر الأخرى أنه ليس كذلك.

## التشخيص
تشمل الفحوصات التصوير بالزنين المغناطيسي الذي يظهر تهدمات العظم وتسمك السويقة النخامية. يمكن أن يبدو الحيز المحيط بالأوعية بارزًا، وتبدو الغدة النخامية كيسية ويمكن أن تظهر علامات في المادة البيضاء، أو كتلة في الوطاء أو تعزيز في السحايا.
تظهر الصورة البسيطة مناطق منخمصة في الجمجمة. التهدم في العظم السنخي أكثر انتشارًا ويظهر كانخلاع في الأسنان. 
تظهر الفحوص الدموية فقر الدم وبشكل أقل شيوعًا انخفاضًا في تعداد الكريات البيض والصفيحات الدموية. من الاختبارات الأخرى المفيدة التصوير المقطعي بالإصدار البوزيتروني. يؤكد التشخيص من خلال الخزعة النسيجية. 

## المعالجة
يمكن أن تشمل المعالجة الإجراءات الجراحية والمعالجة الكيمائية والمعالجة الشعاعية وبعض الأدوية. 

## الوبائيات
هذا المرض نادر. تتظاهر 70% من الحالات قبل عمر 15. لا تظهر المميزات السريرية الثلاث معًا عند 75% من المرضى.

## الإنذار
يعتمد التظاهر السريري على عدد الأعضاء المصابة وشدة إصابتها. يكون الإنذار سيئًا إذا تظاهر المرض عند شخص صغير في السن تأذت عنده أعضاء مختلفة، إلا في حال كان المصاب وليدًا والآفات جلدية، إذ يكون عندها الإنذار أفضل. يكون الإنذار سيئًا إذا أصيب الكبد أو الطحال أو الرئتان أو نقي العظم. إذا ظهرت استجابة جيدة للعلاج الكيميائي خلال الأسابيع الستة الأولى من بدئه، يكون الإنذار أفضل. تكون الحالة مهددة للحياة عند بعض المرضى. يحتاج المريض متابعة طبية مدى الحياة. 